# Fiorenzo Magni
Fiorenzo Magni (*Vaiano, 7 de diciembre de 1920 - Monza, 19 de octubre de 2012) fue un ciclista italiano, profesional entre 1941 y 1956 durante los cuales logró 47 victorias entre las que destacan 3 victorias absolutas en el Giro de Italia.
Igualmente se convertiría en el primer ciclista en lograr victorias de etapa en las tres Grandes Vueltas al lograr triunfos parciales en el Giro en la edición de 1948, en el Tour en la edición de 1949 y en la Vuelta en la edición de 1955.

## Biografía
Se vio obligado a interrumpir sus estudios para ayudar a su padre en su pequeña empresa de transportes. En su trabajo diario, Magni utilizaba la bicicleta como medio de transporte y fue así como se apasionó por este deporte. En 1936 comienza a interesarse por la competición entrando en un equipo de categoría amateur.
Da el salto a la profesionalidad en 1940, pero su carrera se verá interrumpida por la guerra, regresando en 1947. En 1948, en su segunda participación, se impone en el Giro de Italia. Una victoria no sin cierta polémica, debido a que recibió una penalización de dos minutos que fue considerada demasiado leve. Más tarde repetiría el triunfo en las ediciones de 1951 y 1955, este último con 35 años, lo que le convierte en el vencedor más veterano de la carrera italiana.
Ganó el Tour de Flandes durante tres años consecutivos, lo que le hizo ganarse el apodo de león de Flandes. En 1952 estuvo cerca de ganar el Campeonato Mundial de Ciclismo, pero problemas técnicos se lo impidieron y terminó cuarto. Anteriormente había sido segundo en 1951 y también cuarto en 1947.
En el Giro de Italia de 1956, etapa 12, Fiorenzo Magni se rompió la clavícula izquierda y aun así logró terminar segundo en la general. En el hospital rechazó un yeso y se negó a abandonar el Giro en el año de su anunciada jubilación. Magni continuó la carrera con el hombro envuelto en una venda elástica. Para compensar su incapacidad para aplicar fuerza con su brazo izquierdo, corrió mientras sostenía un trozo de tubo interior de goma unido a su manillar entre sus dientes para un apalancamiento adicional. Dado que su lesión le impidió frenar y conducir eficazmente con la mano izquierda, Magni volvió a estrellarse tras chocar con una zanja junto a la carretera durante un descenso en la etapa 16. Se cayó sobre su clavícula ya rota, fracturando su húmero, tras lo cual se desmayó del dolor. Lo metieron en una ambulancia, pero cuando Magni recuperó los sentidos y se dio cuenta de que lo llevaban al hospital, gritó y le dijo al conductor que se detuviera. Magni tomó su bicicleta y pudo terminar la etapa en el pelotón, que lo había esperado. De la noche que siguió, Magni dijo: “No tenía idea de la gravedad de mi afección, solo sabía que tenía mucho dolor, pero no quería que me hicieran radiografías esa noche”. Solo cuatro etapas más tarde, la infame vigésima etapa del Giro ’56 amaneció donde Charly Gaul ejecutaría su legendaria victoria en la etapa de montaña en Trento, atormentado por la nieve y el hielo sobre las escaladas de Costalunga, Rolle, Brocon y Bondone. Ese día 60 personas abandonaron la carrera, y Gaul pasó de 16 minutos atrás a ganar el Giro de 1956; Magni, a pesar de sus lesiones, quedó segundo, a 3 minutos y 27 segundos de Gaul.

## Palmarés
| 1942 - Giro del Piamonte 1943 - Giro de la Provincia de Milán 1947 - Tres Valles Varesinos 1948 - Giro de Italia , más 1 etapa 1949 - 1 etapa del Tour de Francia - Trofeo Baracchi - Tour de Flandes - Giro de Toscana 1950 - 1 etapa del Giro de Italia - 1 etapa del Tour de Francia - Trofeo Baracchi - Tour de Flandes 1951 - Giro de Italia , más 1 etapa - 1 etapa del Tour de Francia - Campeonato de Italia en Ruta - Trofeo Baracchi (con Giuseppe Minardi) - Critérium de Bordighera - Milán-Turín - Tour de Flandes - Giro de Lazio - Giro de la Romagna - 2.º en el Campeonato Mundial en Ruta | 1952 - Roma-Nápoles-Roma - 2 etapas del Tour de Francia 1953 - 3 etapas del Giro de Italia - 2 etapas del Tour de Francia - Campeonato de Italia en Ruta - Sassari-Cagliari - Giro del Piamonte - Roma-Nápoles-Roma - Giro del Veneto 1954 - Campeonato de Italia en Ruta - Giro de Toscana - Milán-Módena 1955 - Giro de Italia , más 1 etapa - 3 etapas de la Vuelta a España, más clasificación de los puntos - Giro de la Romagna - Milán-Módena 1956 - Giro del Piamonte - Giro de Lazio |

## Resultados
Durante su carrera deportiva consiguió los siguientes puestos en las Grandes Vueltas y carreras de un día:
Nota: Desde 1944 hasta 1946 no fue profesional.

### Grandes Vueltas
| Carrera | Carrera         | 1940 | 1941 | 1942 | 1943 | ... | 1947 | 1948 | 1949 | 1950 | 1951 | 1952 | 1953 | 1954 | 1955 | 1956 |
| ------- | --------------- | ---- | ---- | ---- | ---- | --- | ---- | ---- | ---- | ---- | ---- | ---- | ---- | ---- | ---- | ---- |
|         | Giro de Italia  | —    | X    | X    | X    |     | 9.º  | 1.º  | —    | 6.º  | 1.º  | 2.º  | 9.º  | 6.º  | 1.º  | 2.º  |
|         | Tour de Francia | X    | X    | X    | X    |     | —    | —    | 6.º  | Ab.  | 7.º  | 6.º  | 15.º | —    | —    | —    |
|         | Vuelta a España | X    | —    | —    | X    |     | —    | —    | X    | —    | X    | X    | X    | X    | 13.º | —    |

### Clásicas, Campeonatos y JJ. OO.
| Carrera         | Carrera           | 1940 | 1941 | 1942 | 1943 | ... | 1947 | 1948 | 1949 | 1950 | 1951 | 1952 | 1953 | 1954 | 1955 | 1956 |
| --------------- | ----------------- | ---- | ---- | ---- | ---- | --- | ---- | ---- | ---- | ---- | ---- | ---- | ---- | ---- | ---- | ---- |
|                 | Milán-San Remo    | —    | 4.º  | 12.º | 9.º  | —   | 7.º  | 29.º | 3.º  | 4.º  | 19.º | 29.º | 49.º | 8.º  | 5.º  | 2.º  |
|                 | Tour de Flandes   | —    | —    | —    | —    | —   | —    | —    | 1.º  | 1.º  | 1.º  | —    | —    | —    | —    | —    |
|                 | París-Roubaix     | X    | X    | X    | —    | —   | —    | 5.º  | 15.º | 3.º  | 15.º | —    | 12.º | —    | —    | —    |
| Flecha Valona   | Flecha Valona     | X    | —    | —    | —    | —   | —    | 28.º | —    | —    | 9.º  | —    | 18.º | —    | —    | —    |
|                 | Giro de Lombardía | —    | 13.º | 7.º  | X    | —   | 16.º | —    | 4.º  | 18.º | 12.º | 37.º | 7.º  | 2.º  | 11.º | 3.º  |
| Mundial en Ruta | Mundial en Ruta   | X    | X    | X    | X    | —   | 4.º  | —    | 9.º  | —    | 2.º  | 4.º  | Ab.  | Ab.  | Ab.  | 12.º |
| Italia en Ruta  | Italia en Ruta    | —    | —    | 10.º | 2.º  | —   | 7.º  | 15.º | 4.º  | —    | 1.º  | 6.º  | 1.º  | 1.º  | 3.º  | 8.º  |

 —: No participa

Ab.: Abandona

X: Ediciones no celebradas

## Reconocimientos
- En 2002 pasó a formar parte de la Sesión Inaugural del Salón de la Fama de la UCI.[6]